# 680

## Esdeveniments
- Comença la Segona guerra civil islàmica
- Fundació del xiisme, una branca de l'islam
- 21 d'octubre - Regne visigot de Toledo: Inici del regnat d'Ervigi.
- Batalla d'Ongal entre els búlgars i l'Imperi Romà d'Orient, que va conduir a la creació del Primer Imperi Búlgar.[1]

## Necrològiques
- Wamba, rei visigot.